# بورس (كورنوال)
بورس (بالإنجليزية: Burras)‏ هي قرية تقع في المملكة المتحدة في كورنوال.